# Ivan Santaromita
Ivan Santaromita (Varese, 30 de abril de 1984) é um ciclista italiano, membro da equipa Nippo-Vini Fantini-Europa Ovini.

## Biografia
Ivan Santaromita é o irmão de Mauro-Antonio Santaromita, ciclista profissional de 1986 a 1997. Estreia como profissional em 2006 com a equipa Quick Step. Ali esteve duas temporadas obtendo como melhor resultado uma décima praça no Tour de Georgia em 2007. Em 2008, une-se à equipa italiana Liquigas. Para 2011 alinha pela equipa BMC. Durante suas duas primeiras temporadas não consegue grandes sucessos. Mas, a partir de 2013, dá um salto de qualidade importante, já que impõe-se no Campeonato da Itália em Estrada além de ganhar o Troféu Melinda e uma etapa no Giro do Trentino depois de uma longa fuga.

## Palmares
2010
- Settimana Coppi e Bartali
- 2º no Campeonato da Itália em Estrada

2013
- 1 etapa do Giro do Trentino
- Campeonato da Itália em Estrada
- Troféu Melinda

## Resultados nas Grandes Voltas
| Corrida         | 2006 | 2007 | 2008 | 2009 | 2010 | 2011 | 2012 | 2013 | 2014 | 2015 | 2016 | 2017 |
| --------------- | ---- | ---- | ---- | ---- | ---- | ---- | ---- | ---- | ---- | ---- | ---- | ---- |
| Giro d'Italia   | -    | -    | -    | -    | -    | -    | 52º  | 30º  | Ab.  | -    | -    | -    |
| Tour de France  | -    | -    | -    | -    | -    | 83º  | -    | -    | -    | -    | -    | -    |
| Vuelta a España | -    | -    | 125º | -    | 65º  | 117º | -    | 48º  | Ab.  | -    | -    | -    |

## Equipas
- Quick Step (2005[2]-2007)
  - Quick Step (2005)
  - Quick Step-Innergetic (2006-2007)
- Liquigas (2008-2010)
  - Liquigas (2008-2009)
  - Liquigas-Doimo (2010)
- BMC Racing Team (2011-2013)
- Orica GreenEDGE (2014-2015)
- SkyDive Dubai Pro Cycling Team-Ao Ahli Clube (2016)
- Nippo-Vini Fantini (2017-)
  - Nippo-Vini Fantini (2017)
  - Nippo-Vini Fantini-Europa Ovini (2018)